# Rueil-Malmaison
 Rueil-Malmaison  es una comuna (municipio) de Francia, en la región de Isla de Francia, departamento de Altos del Sena, en el distrito de Nanterre. La comuna comprende todo el cantón de su nombre y parte del de Garches, del que –aunque no es el chef-lieu- es la mayor población.
Desde el 1 de enero de 2009, las ciudades de Rueil-Malmaison y Suresnes están unidas en la Communauté d’agglomération du mont Valérien.

## Demografía
| 2 484 | 2 548 | 2 624 | 2 524 | 3 761 | 3 333 | 4 116 | 5 253 | 5 399 | 6 489 | 7 092 | 8 216 | 8 087 | 8 208 | 9 364 | 9 937 | 9 680 | 11 013 | 12 437 | 13 203 | 15 842 | 20 671 | 24 924 | 26 796 | 27 016 | 32 212 | 54 786 | 60 804 | 62 727 | 63 412 | 66 401 | 73 469 | 78 145 |
| Para los censos de 1962 a 1999 la población legal corresponde a la población sin duplicidades (Fuente: INSEE [Consultar]) |       |       |       |       |       |       |       |       |       |       |       |       |       |       |       |       |        |        |        |        |        |        |        |        |        |        |        |        |        |        |        |        |

## Educación
- École nationale supérieure du pétrole et des moteurs (IFP School)